# Ubeidiya
El-Ubeidiya – stanowisko archeologiczne w dolinie Jordanu, na południe od Jeziora Tyberiadzkiego. Odkryte w 1959. Najstarsze znalezisko kultury ludzkiej w Palestynie, będące śladem kultury aszelskiej z okresu paleolitu dolnego. Pozostawione przez przedstawicieli gatunku Homo erectus.
Wśród znalezisk znajdowały się fragmenty czaszki i kilka zębów, a także narzędzia kamienne: otoczaki, trójgraniaste piki, pięściaki i rozłupce.
Mosze Stekelis datował stanowisko na ok. 500 000 lat temu, nowsze badania szacują wiek na ok. 1,4 mln lat.